# НАД-зависимая декарбоксилирующая малатдегидрогеназа
НАД-зависимая декарбоксилирующая малатдегидрогеназа или НАД-малик энзим (НАД-МЭ) — фермент, который катализирует следующую химическую реакцию
(S)-малат + НАД+ ↔ пируват + СО2 + НАДН
Фермент взаимодействует с двумя субстратами — (S)-малатом и НАД+. В ходе этой реакции малат окисляется до пирувата и СО2, а НАД+ восстанавливается до НАДН.
Фермент принадлежит к семейству оксидоредуктаз, а конкретно тех из них, что взаимодействуют с СН-OH группой, а в качестве акцептора используют НАД+ или НАДФ+. Систематическое название этого фермента (S)-малат:НАД+ оксидоредуктаза. Он участвует в метаболизме пирувата, генерации НАДН и связывании неорганического углерода. НАД-МЭ является одним из трёх декарбоксилирующих ферментов, которые участвуют в связывании неорганического углерода по С4-пути у С4- и САМ-растений. Другие ферменты играющие схожую роль: НАДФ-малик энзим и ФЕП-карбоксикиназа.